# Estrutura terciária da proteína

Estrutura terciária.

A estrutura terciária da proteína é a forma tridimensional de uma proteína. A estrutura terciária terá uma única cadeia polipeptídica ou "coluna dorsal" com uma ou mais estruturas secundárias de proteínas, os domínios de proteínas. As cadeias laterais de aminoácidos podem interagir e se ligar de várias maneiras. As interações e ligações das cadeias laterais dentro de uma determinada proteína determinam sua estrutura terciária. A estrutura terciária da proteína é definida por suas coordenadas atômicas. Estas coordenadas podem referir-se a um domínio de proteína ou a toda a estrutura terciária. Um número de estruturas terciárias pode se dobrar para formar uma estrutura quaternária.

## História
A ciência da estrutura terciária das proteínas progrediu de uma hipótese para uma definição detalhada. Embora Hermann Emil Fischer tivesse sugerido que as proteínas eram feitas de cadeias polipeptídicas e cadeias laterais de aminoácidos, foi Dorothy Maud Wrinch quem incorporou a geometria na previsão das estruturas proteicas. Wrinch demonstrou isso com o modelo Cycol, a primeira previsão da estrutura de uma proteína globular. Métodos contemporâneos são capazes de determinar, sem previsão, estruturas terciárias dentro de 5 Å (0,5 nm) para proteínas pequenas e, sob condições favoráveis, previsões confiáveis de estrutura secundária.